# 聶伯城球場
聶伯城球場（羅馬化：Dnipro-Arena）是乌克兰聶伯城的體育場。它主要用于足球比赛。该体育场可容纳31,003人。取代了自1940年起就存在的第聂伯罗彼得罗夫斯克旧苏联冶金体育场。

## 历史
在基輔奧林匹克國家綜合體育場为迎接2012年欧洲杯而进行重建之际，聶伯城球場承办了2010年国际足联世界杯预选赛乌克兰對英格兰的比赛。
聶伯城球場曾被选为2012年欧洲杯的潜在举办地，但在2009年5月从名单中被剔除。因该容量未能达到欧足联要求的最低33,000个座位。
聶伯城球場主办了2009年烏克蘭盃决赛，最终波尔塔瓦沃尔斯克拉以1-0击败了顿涅茨克矿工。
自顿巴斯战争爆发以来，尽管与其他地区相比，聶伯城周邊的冲突较少，但聶伯城足球俱樂部還是根据欧足联的要求，一直在基辅的奥林匹克体育场进行欧洲比赛。